# Monopis flavidorsalis
Monopis flavidorsalis är en fjärilsart som beskrevs av Matsumura 1931. Monopis flavidorsalis ingår i släktet Monopis och familjen äkta malar. Inga underarter finns listade i Catalogue of Life.